# 大塚正徳
大塚 正徳（おおつか まさのり、1929年3月10日 - ）は、日本の薬理学者。医学博士。東京医科歯科大学名誉教授。

## 人物
北海道札幌市生まれ。1953年、東京大学医学部医学科卒業。1959年、東京大学医学博士、「哺乳動物心臟のプルキニエ線維に対するアドレナリンの作用」。 母校の助手・助教授などを経て、1966年から東京医歯大教授。
神経伝達物質の研究で知られ、1964～1966年のハーバード大学留学中、γ-アミノ酪酸（GABA）が神経伝達物質として機能することを初めて証明した。また、1971～1983年には、脳内ペプチドの一種P物質が、神経伝達物質として機能することを明らかにした。
以上の業績により1974年ベルツ賞2等賞、1977年武田医学賞、1983年学士院賞を受賞。1995年日本学士院会員、2000年勲二等瑞宝章。